# 12e cérémonie des Lumières
 (décembre 2021).
La 12e cérémonie des Lumières de la presse internationale s'est déroulée le 5 février 2007 à l’Auditorium de l'Espace Cardin. Elle a été présidée par Isabelle Mergault.

## Palmarès

### Meilleur film
- Ne le dis à personne de Guillaume Canet[1]
  - Indigènes de Rachid Bouchareb
  - L'Ivresse du pouvoir de Claude Chabrol
  - Lady Chatterley de Pascale Ferran
  - Flandres de Bruno Dumont

### Meilleure réalisateur
- Pascale Ferran pour Lady Chatterley
  - Alain Resnais pour Cœurs
  - Claude Chabrol pour L'Ivresse du pouvoir
  - Guillaume Canet pour Ne le dis à personne
  - Bruno Dumont pour Flandres

### Meilleure actrice
- Marina Hands pour le rôle de Constance Chatterley dans Lady Chatterley
  - Sabine Azéma pour Cœurs
  - Danielle Darrieux pour Nouvelle Chance
  - Isabelle Huppert pour L'Ivresse du pouvoir
  - Marina de Van pour Je pense à vous

### Meilleur acteur
- Gérard Depardieu pour le rôle d'Alain Moreau dans Quand j’étais chanteur
  - François Cluzet dans Ne le dis à personne
  - Lambert Wilson dans Cœurs
  - Michel Blanc dans Je vous trouve très beau
  - Sacha Bourdo dans L'Étoile du soldat

### Meilleur espoir féminin
- Mélanie Laurent pour le rôle de Lili dans Je vais bien, ne t’en fais pas
  - Sandrine Le Berre pour Coup de sang
  - Medeea Marinescu pour Je vous trouve très beau
  - Déborah François pour La Tourneuse de pages
  - Nina Kervel-Bey pour La Faute à Fidel !

### Meilleur espoir masculin
- Julien Boisselier pour le rôle de Thomas dans Je vais bien, ne t’en fais pas
  - Bernard Blancan pour Indigènes
  - Jean-Louis Coulloc'h pour Lady Chatterley
  - Malik Zidi pour Les Amitiés maléfiques
  - Thibault Vinçon pour Les Amitiés maléfiques

### Meilleur scénario
- Rachid Bouchareb et Olivier Lorelle pour Indigènes
  - Isabelle Mergault pour Je vous trouve très beau
  - Odile Barski et Claude Chabrol pour L'Ivresse du pouvoir
  - Guillaume Canet et Philippe Lefebvre pour Ne le dis à personne
  - Julie Gavras pour La Faute à Fidel !

### Meilleur film francophone
- Bamako de Abderrahmane Sissako
  - Les États-Unis d'Albert d'André Forcier
  - C.R.A.Z.Y. de Jean-Marc Vallée
  - Bunker Paradise de Stefan Liberski
  - Barakat ! de Djamila Sahraoui

### Prix du public mondial(remis parTV5 Monde)
- Ne le dis à personne de Guillaume Canet